# Catenanuova

Localització de Catenanuova

Catenanuova (sicilià Catinanova) és un municipi italià, dins de la província d'Enna. L'any 2008 tenia 5.081 habitants. Limita amb els municipis d'Agira (EN), Castel di Judica (CT), Centuripe i Regalbuto.

## Administració
| Període   | Identitat         | Partit        |
| --------- | ----------------- | ------------- |
| 1990-1994 | Vincenzo Magistro |               |
| 1994-1998 | Salvatore Zinna   |               |
| 1998-2008 | Mario Mazzaglia   |               |
| 2008-     | Aldo Biondi       | Llista cívica |